# Rhizothyrium parasiticum
Rhizothyrium parasiticum är en svampart som beskrevs av Buntin 1986. Rhizothyrium parasiticum ingår i släktet Rhizothyrium och familjen Helotiaceae.   Inga underarter finns listade i Catalogue of Life.